# 放生
放生為一種將被人類捕捉即將被宰殺的動物放歸大自然的行為。在佛教剛開始時，只有漢族地區有提倡者，而首開佛教先河的，是隋朝天台宗祖师智顗大师，他在寺院中修建放生池，从而开佛教放生会之滥觞。儒家文化圈及道教傳統中，都有此習俗，此放生是屬於漢族傳統的習俗，並不是佛教傳進來才有的。
放生被視為一種美德，經常被作為日常生活與宗教儀式的一部份，在非宗教的道德上，盡量減少動物的痛苦、促進動物福利也是正確的。为避免不当放生的危害，部分人士主张放生利益無量、救護眾生即慈善，平时不虐待动物、吃素（根源性放生），然而不是每一个放生的人都吃素，非素食者屠宰动物时尽量减少动物的痛苦，现代人道屠宰法兴起前，古代达摩宗教实行的人道屠宰法叫贾特卡Jhatka（旁遮普语：ਝਟਕਾ，印地语：झटका）就是动物在屠宰之前不能受到惊吓，用锋利的刀或斧头一击砍断动物头部使动物迅速而相对无痛苦地死亡。

## 歷史及宗教信仰
中國的放生習俗早已有之始，在佛教進入中國之前關於放生更早的記載是《吕氏春秋．孟冬纪．异用篇》记载的一个故事，其文曰：「汤出，见野张网四面，祝曰：“从天堕者，从地出者，从四方来者，皆入吾网。”汤曰：“嘻！尽之矣。非桀其熟为此也？”汤收其三面，置其一面，更教祝曰：“昔蛛蝥作网罟，今之人学纾。欲左者左，欲右者右，欲高者高，欲下者下，吾取其犯命者。”汉南之国闻之曰：“汤之德及禽兽矣！”四十国归之。人置四面未必得鸟，汤去其三面，置其一面以网其四十国，非徒网鸟也」。这个故事也见于《史记·殷本纪》。它说明成汤布德施惠的政策赢得了诸侯的信任，不少国家都归附于他，而這故事也是成語「網開一面」的由來。
《列子·说符》：“邯郸之民，以正月之旦献鸠於简子，简子大悦，厚赏之。客问其故，简子曰：‘正旦放生，示有恩也。’”；另据 《孟子·梁惠王上》 第七章： 王坐于堂上， 有牵牛而过堂下者， 王见之， 曰： “牛何之？” 对曰： “将以衅钟。” 王曰： “舍之。吾不忍其觳觫， 若无罪而就死地。 ” 对曰： “然则废衅钟与？ ” 曰： “何可废也？以羊易之。” 觳觫即惊恐发抖。此外孟子也曾說：「君子之於禽獸也，見其生，不忍見其死；聞其聲，不忍食其肉。是以君子遠庖廚也。」
在佛教方面，佛教的《梵網經》菩薩戒的四十八輕戒中，第20戒為不行放救戒，而天台宗祖師智顗，才是佛教放生的濫觴，據說他在浙江天台山居住时，为使临海居民放棄以捕鱼杀生为业，曾自舍身衣，并劝募众人购置放生池，复传授池中族类“三皈戒”，为彼等说《金光明经》、《法华经》等，以结法缘。其后，唐肃宗于干元二年(759)下诏在山南道、剑南道、荆南道、浙江道等地设置放生池81所。
在宋代，因淨土宗影響，放生成為民間習俗，《東坡志林》中有永明延壽禪師盜用官錢放生的傳說 。另外宋朝沈括 《梦溪补笔谈·药议》曾提到說：“予尝见丞相荆公喜放生，每日就市买活鱼，纵之江中，莫不洋然。”
宋真宗天禧元年(1017)，敕令天下重修放生池。天禧三年，天台宗遵式奏请以杭州西湖为放生池，自制“放生慈济法门”，于每年四月八日佛诞日举行放生会，为天子祝圣。天圣三年(1025)四明知礼亦奏请永久成立南湖放生池之佛生日放生会，并撰《放生文》以定其仪规。此后，放生习俗便彻底佛教化，并经久不衰。近幾年放生由漢族僧侶，特别是台湾的海涛法师，推廣到南傳佛教和藏傳地區，而大為流行。
信徒認為放生可以增進修養，並且增加福德。其主要的因素是佛教五戒之一的「不殺生」。因佛教主張「眾生平等」，故人與人，人與動物不應相殘，尤其以自稱萬物之靈的人類，更不能因美味食慾殘害生靈。其背後有更複雜的輪迴與因果論支持這個主張。了凡四訓提到：「上帝好生，物皆戀命，殺彼養己，豈能自安？且彼之殺也，既受屠割，複入鼎鑊，種種痛苦，徹入骨髓；己之養也，珍膏羅列，食過即空，疏食菜羹，盡可充腹，何必戕彼之生，損己之福哉？又思血氣之屬，皆含靈知，既有靈知，皆我一體；縱不能躬修至德，使之尊我親我，豈可日戕物命，使之仇我憾我於無窮也？一思及此，將有對食痛心，不能下咽者矣。」認為戒殺放生不僅是美德，更是慈悲具體行為。
佛教經論如《金光明經》、《大智度論》、《法苑珠林》、《佛為首迦長者說業報差別經》等描述不殺與放生是佛陀的訓示的故事，所有有能力實行的眾生，因放生而能夠積德，有利被放的生命得到安樂。一些佛教經文也有講述放生的功德，藉此鼓勵大家多放生，如《三世因果經》就有「多子多孫為何因？前世開籠放鳥人」的內容存在。

### 寶髻如來功德
寶髻如來，又稱“稱檀德佛”，為過去佛之一。其造像為身邊圍繞一群動物。在漢傳佛教認為，在放生之前或見到被殺、待宰、已死的動物，念誦“南無寶髻如來”名號能使其得升三十三天。在喝水之前，則須念誦《寶髻如來心咒》：“唵，嚩悉波罗摩尼莎诃。”一般為七次，依個人情況而異（少則須三次）。另外也有，將心咒寫於紙上，或刻於石頭後投入何流、大海、池塘或湖泊。

## 不當放生的危害

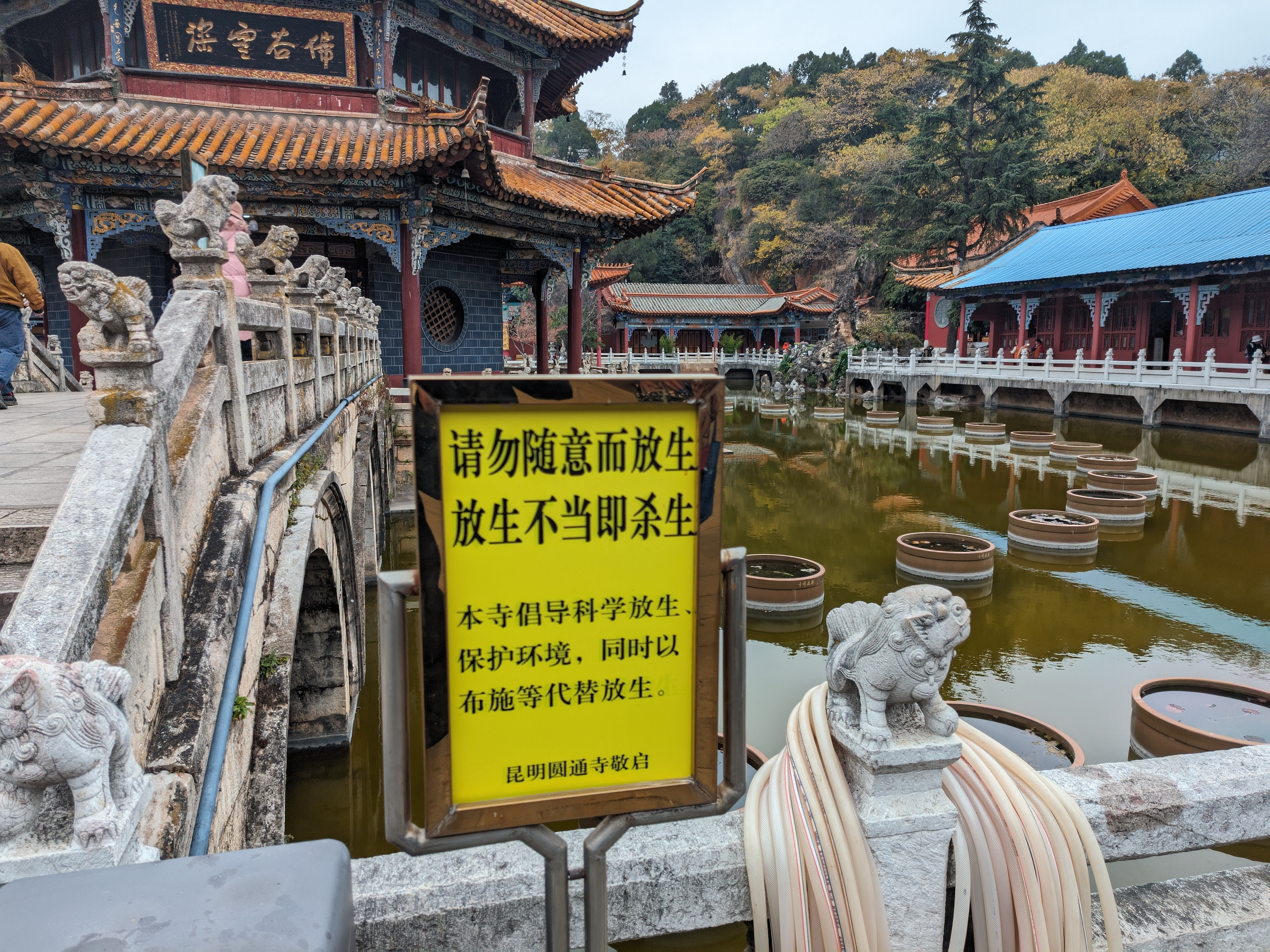
云南昆明圆通寺放生池旁提倡科学放生的标语

放生本质上是一种基于佛教因果轮回理论驱使的、意图通过不杀生的善行来积累功德换取福报消业的主观唯心主义行为，与现代科学所提倡的保护生物和世俗的动物保护运动无论在出发点和方法论上都毫无关联。不恰当的放生活動因为可能違反生態學及生物適應能力等，已經造成虐待動物、破壞生態及公共危險的後果。在台灣，有一些團體因為放生活動規劃不當而遭到惡評。随意放生有时会造成被放生动物死亡，被放生动物也有可能伤及人类或其它动物，甚至可能在放生地造成外來種入侵的問題、導致當地的生態破壞，这种“放生”反而成为“杀生”，也为一些佛教人士所否定，而不當放生所造成的種種問題，不只可見於台灣和大陸等華語地區，也可見於泰國等其他盛行佛教的國家。
- 如果這些動物可以適應非原生環境，則成為外來物種，外來物種如威脅到原生物種的生存則成為入侵物種[10][11]，很容易造成生態災難，例如福壽螺、罗非鱼、非洲大蝸牛等都是入侵物種的例子，而台灣的日月潭也遭到外來魚類（如食人魚及玻璃魚）侵入。如2011年5月台灣苗栗縣政府農業處宣稱為增加生態資源，在縣境兩處號稱生態池的地方放流總共七百斤的美國牛蛙，原本應該專業知識具足的農業處大開生態倒車的作法，造成當地不可逆的生態浩刧[12]。广西柳州有人放生食人鱼，导致当地生态环境受到破坏，甚至导致在河边活动的民众被食人鱼咬伤[13]。
- 一些商業放生，採購及付款請獵人去捉生物回來，準備「護生法會」盛會。當中，收取參予善信參加費，獲利不淺，而在捕捉動物的時候，實際上也造了殺業。這類放生行為大多造成反效果：殺害了不少動物、破壞環境[14]。為了放生而捕捉動物的「放生經濟」，在許多有佛教傳統的國家都有出現，像例如在泰國，許多寺廟附近都會販售鳥、魚等動物，也有人集體養殖動物或捕捉野生动物並加以販售以供信徒「放生」，已经形成了一种图营利的产业链[15]。
- 在被放生的生物的運輸過程中，若未給予妥善的環境與照顧，或是選擇放生的地點不當，都可能造成生物的死亡，即使能存活也只是少數[16]。如2015年，台湾生命電視台與其信眾在曾文水庫湖濱公園放生1400公斤魚苗，野鳥協會成員認為這些人工養殖的魚苗不適合在水庫放生，勸阻無效，在當場有大量魚苗翻肚死亡。曾文水庫管理局認為此舉可能造成水庫水質惡化，依《水利法》裁處罰鍰，成為首例因放生受罰的團體[17]。而将市场上购得的咸水鱼放入河流湖泊、将淡水鱼和陆龟放入海洋的“放生”事例也比比皆是。
- 被放生的動物是否能混入其他動物群體也是一個需要考慮的問題，很多在人造環境中出生並成長、長期被飼養的動物，並無法適應野生環境，即使這些動物並未被真正地馴化，且放歸的野生環境是該物種在自然狀態下生活的環境亦然。以台灣知名「貓村」猴硐為例，有放生者以為當地適合放生貓，但遺棄的貓大多無法混入貓群，因為貓是群居動物，外來家貓容易被排擠，就算有遊客餵食也吃不到飼料，甚至被同類攻擊[18]。
- 同種生物在不同棲息地在基因、生活習慣及疾病上也有不同區分，將動物放生於另一個棲息地也可能會破壞生態、甚至造成疾病擴散，如台灣狂犬病疫情於野生動物族群中再起，被指原因是有可能是因為走私野生動物後棄置所導致[19]。
- 一些人士缺乏生物学常识，可能会“放生”一些根本不可能在自然界存活的物品，如2017年陕西西安有人自曝在水库“放生”冷冻鱼子（鱼的未受精卵子），一经披露即引发网络舆论嘲讽[20]。此外，还有2022年广东某河流[21]、2023年山东崂山[22]有人集体“放生”瓶装水、2023年广东东莞两女子“放生”鱼豆腐[23]等事例，引发网络关于反智主义和行为艺术的讨论。

## 法律问题
随意放生动物在一些国家和地区可能涉嫌违法。如《中华人民共和国野生动物保护法》第三十八条规定：“任何组织和个人将野生动物放生至野外环境，应当选择适合放生地野外生存的当地物种，不得干扰当地居民的正常生活、生产，避免对生态系统造成危害。随意放生野生动物，造成他人人身、财产损害或者危害生态系统的，依法承担法律责任。”

## 動保觀念
動保人士認為非宗教的野放及保育活動应该依循現代生物學及生態學知識，執行者與相關學者研究整合理論與實務，必要時會持續觀察追蹤被野放的動物，可能會持續的給野放動物訓練及庇護、直至能適應該地；目前注意相關知識的宗教放生對於較為低等動物（大多為魚類）的放生行為已經與保育活動類似，但少部分商業放生、一些個別放生行為仍不合相關標準。
在相關團體努力下，2012年台中市通過放生保育自治條例。佛教界內也開始結合現代保育觀念來進行放生。部分佛教人士也主张放生不仅是将动物放归自然，素食、植树造林以及节约资源等也可视为“放生”。

## 延伸阅读
[在维基数据编辑]
 《欽定古今圖書集成·博物彙編·神異典·放生部》，出自陈梦雷《古今圖書集成》